# Esportes Olímpicos Descontinuados
Os esportes olímpicos descontinuados são os esportes que já fizeram parte dos Jogos Olímpicos de Verão e que hoje já não fazem mais.
- Croquet

- No ano de 1900 foram feitos três eventos do esporte nas Olimpíadas.
- Hóquei no Gelo

- No ano de 1920 foi feito um evento do esporte nas Olimpíadas de Verão. Hoje ele faz parte do calendário dos Jogos Olímpicos de Inverno
- Lacrosse

- Nos anos de 1904 e 1908 foi feito um evento do esporte nas Olimpíadas.
- Nos anos de 1928, 1932 e 1936 foram feitas disputas como demonstrações do esporte nas Olimpíadas.
- Polo Equestre

- Nos anos de 1900, 1908, 1920, 1924 e 1936 foi feito um evento do esporte nas Olimpíadas.
- Rugby de quinze

- Nos anos de 1900, 1908, 1920 e 1924 foi feito um evento do esporte nas Olimpíadas. Voltou em 2016 em sua versão reduzida, o rugby sevens.
- Cabo de Guerra

- Nos anos de 1900, 1904, 1906, 1908, 1912 e 1920 foi feito um evento do esporte nas Olimpíadas.

## Croquet

### Origem e História
Aparentemente o jogo foi inventado na Irlanda por volta de 1830. Derivado do golfe, o Croquet começou como um jogo voltado à recreação mas, depois de um tempo, tornou-se um esporte. Este jogo é praticado em países como Estados Unidos, Canadá, França e Austrália, sendo pouco popularizado no mundo. Na Inglaterra em 1850, era passatempo dos aristocratas e, mais ou menos vinte anos depois em 1870, expandiu-se pelas colônias britânicas. Apesar de ser pouco praticado, o Croquet já participou dos Jogos Olímpicos em 1900, em Paris.

### Regras
Cada bola media 10 cm de diâmetro, cada pino 2,5 cm e cada arco 20 cm de abertura interior.
Para jogá-lo deve-se bater em bolas de madeira ou plástico através de arcos presos no campo (gramado).

## Hóquei no Gelo

### Origem e História
O hóquei no gelo é um esporte pouco conhecido no Brasil, porém reconhecido internacionalmente desde 1920, quando passou a compor o quadro de disputas dos Jogos Olímpicos de Inverno. Suas origens são do século IX, no Canadá, e atualmente consta com várias ligas nacionais e internacionais.
Na Inglaterra, a primeira versão do Hóquei no Gelo surgiu por volta de 1700 e mais de cem anos depois, soldados britânicos levaram ao jogo ao Canadá e aos Estados Unidos, os dois principais desenvolvedores do esporte moderno.
As primeiras regras foram padronizadas por estudantes da Universidade McGill em Montreal, no ano de 1877. Neste mesmo ano, a entidade formou a primeira equipe de Hóquei no Gelo da história. Em 1883 ocorreu o primeiro campeonato mundial de Hóquei.
A Federação Internacional de Hóquei no Gelo foi fundada em 1908, a partir de uma liga criada para governar competições internacionais e a profissionalização do esporte ocorreu do início do século XX.
Atualmente existem 73 federações nacionais de Hóquei. Olimpicamente, o Hóquei estreou nos Jogos Olímpicos de 1920, na Antuérpia, Bélgica e quatro anos depois foi reconsiderado como um esporte de inverno, estreando em Chamonix, na França. O Hóquei feminino foi introduzido em 1998, nos Jogos de Nagano, no Japão. Um campeonato mundial da modalidade é disputado anualmente desde 1930.
A Liga Brasileira de Hóquei no Gelo foi fundada em 2011, e apenas quatro equipes participaram. Atualmente já são mais de dez equipes que disputam em rinques não oficiais o título de campeã brasileira.
Em março de 2014, o Brasil estreou em competições internacionais no primeiro Torneio Pan Americano de Hóquei no Gelo.

### Regras
O jogo é dado a partir de doze jogadores – seis em cada time – que deslizam com patins sobre uma superfície de gelo com o objetivo de acertar com bastões um pequeno disco de metal (puck), que mede 7,6 centímetros de diâmetro, com espessura de 2,5 centímetros, tentando acertá-lo no gol adversário. O tempo total das partidas é de 60 minutos, compostas de três tempos de 20 minutos cada, com intervalos de 15 minutos entre cada tempo. Se necessário, será realizado um tempo extra de cinco minutos, e o time que pontuar primeiro, ganha a partida. Se o jogo continuar empatado, três jogadores de cada equipe batem pênaltis. Permanecendo o empate, a partida reinicia e ganha aquele que fizer o primeiro gol. As equipes devem trocar de lado a cada troca de tempo.
Como se trata de um esporte muito ágil e com bastante embate corporal entre as equipes, os atletas precisam se proteger com vestimentas apropriadas. São utilizados capacetes, protetores (de pescoço, ombro, cotovelo, perna e bucais), calças, luvas e meias.

## Lacrosse

### Origem e História
Os primeiros a jogar o 	lacrosse foram os americanos nativos, e a prática geralmente tinha como objetivo a resolução de disputas entre tribos ou celebrações de rituais religiosos. O nome lacrosse surgiu quando os exploradores franceses entraram em contato com o esporte. Para eles, o stick utilizado era parecido com o cajado de um bispo, que em francês é crosse. Sendo assim, o que eles viram foi chamado de le jeu de la crosse.

### Regras
O que diferencia o lacrosse de outros esportes é que a bola não é lançada utilizando suas mãos, mas sim um bastão (stick) que tem uma rede na extremidade (stick head), cuja função é acomodar a bola utilizada no jogo.
No lacrosse masculino, são 10 jogadores em campo, enquanto no feminino são 12 jogadoras por time.
No lacrosse masculino o contato físico é permitido, no lacrosse feminino não é. Isto faz com que os homens usem mais proteção que as mulheres. Os homens utilizam capacetes, protetores bucais, ombreiras, cotoveleiras e protetores para as costelas. As mulheres utilizam apenas protetores bucais e máscaras protetoras. Enquanto o campo masculino tem dimensões de 110×60 jardas (100×55 m), o feminino é um pouco maior: 120×70 jardas (110×64 m).
Este esporte é praticado com uma bola pequena de borracha compacta e um bastão de cabo comprido, designado por crosse ou simplesmente taco de lacrosse. O jogo é dividido em 4 períodos de 15 minutos. O objetivo do jogo é marcar, atirando a bola para o gol do adversário, usando apenas o bastão para o faze-lo. Ganha quem fizer mais gols.

## Polo

### Origem e História
Considerado o “jogo dos príncipes”, o polo é um jogo muito antigo cuja origem é datada há 600 anos antes de Cristo, no Tibete, em um costume que ocorria algumas vezes ao ano que era a “caça ao rato almiscarado”.
Neste jogo, os caçadores iam a cavalo, carregando bastões para matar o animal. Porém, no verão, não havia ratos e o costume prosseguia utilizando-se os bastões para bater numa bola recoberta com pele, cuja forma moderna chamou-se de “Pulu”.
Os primeiros ocidentais a entrarem em contato com o jogo de polo foram soldados ingleses e civis que estavam servindo na Índia, no século IX. Eles aprenderam a jogar trabalhando em Manipur, um pequeno estado entre Assam e Burma, onde o polo era um jogo nacional e as pequenas vilas tinham o seu próprio time.
Em 1859 foi fundado pelos ingleses que moravam em Manipur, o primeiro clube de polo formado pelo capitão Robert Stewart, conhecido após este feito como o “Pai do Polo Moderno”.
Em 1870 o polo estava sendo muito praticado na Índia Britânica, em pequenos pôneis que não mediam mais do que 1,27m de altura.
O primeiro jogo de polo no Reino Unido foi em 1869, jogado por oficiais e foi chamado de “Hockey a cavalo”. Aos poucos o polo foi ficando mais popular e ganhou caráter mundial, principalmente na Argentina, onde se produzem ótimos cavalos para o jogo.
Em 1886, Inglaterra e Estados Unidos se enfrentaram pela primeira vez, no Troféu Westchester Club.
O polo esteve presente em cinco Jogos Olímpicos: 1900, 1908, 1920, 1924 e 1936. Nos Jogos Olímpicos de Paris, em 1924, e de Berlim, em 1936, a medalha de ouro foi alcançada pela seleção da Argentina.
O primeiro Campeonato Mundial de Polo foi realizado em 1987.
Atualmente o polo é praticado em mais de 50 países, tais como Argentina, Reino Unido, Estados Unidos, Austrália, Nova Zelândia, Brasil, Chile, Austrália, entre outros.

### Regras
O polo é um esporte que se joga a cavalo,  é disputado por duas equipes cada uma com quatro jogadores. O objetivo desse jogo consiste na marcação de pontos, que é feita ao golpear a bola, fazendo com que ela atravesse a trave. Os objetos usados são um bastão feito de bambu e uma bola pequena, bem como certos equipamentos de hipismo, como capacetes, para garantir a segurança e a integridade física dos competidores. As regras desse jogo têm certa semelhança com as do futebol e outros esportes de quadra.Os jogos são disputados em tempos de sete minutos e meio, denominados de chukkers.
As posições no polo:
Os quatro jogadores de cada uma das equipes são numerados de acordo com a posição que cada um deles ocupa no campo. As posições de campo no polo podem ser:
- Atacante

- Atacante

- Meio de campo

- Defesa

Cada partida tem duração de menos de uma hora. Esse tempo é dividido em períodos denominados chukkas. Cada chukka tem 7 minutos e meio de duração e entre um chukka e outro, há um intervalo de 3 minutos. O número deles em uma partida é variável, sendo em média de 4 a 6. Um campo adequado para uma partida de polo deve ter dimensões de 275 x 180 metros. Os cavalos devem ter altura entre 1,52 e 1,60 metros e devem ser trocados a cada dois chukkas.
Uma partida de polo é fiscalizada por dois árbitros montados e cavalo e um que deve permanecer fora do campo.
A cada gol marcado, as equipes devem trocar de campo, e consequentemente de baliza, entre si. Essa medida é imposta a fim de evitar que um dos times possa ser beneficiado por condições geográficas.
Os jogadores de polo recebem classificações, assim como é feito em esportes como o tênis. Essa classificação é feita de acordo com seu desempenho ao longo de uma temporada de jogos. Essas classificações são denominadas handicaps e podem variar de -2 a 10. Um jogador de handicap -2 é considerado iniciante, enquanto um jogador de handicap 10 é considerado um profissional perfeito.
A equipe vencedora é aquela que conseguir marcar mais gols ao final do último chukka.
Esse esporte já fez parte dos Jogos Olímpicos. Entretanto, foi retirado, devido ao custo do transporte e aos cuidados exigidos com os animais.

## Rugby de Quinze

### Origem e História
Uma das versões para a origem do rugby, é que ele teria nascido de uma jogada irregular do futebol feita por um estudante chamado Willian Ellis que achou o futebol monótono. Ele pegou a bola na mão e levou até a linha de fundo do adversário. Seus colegas, irritados, tentaram agarrá-lo.
Existem outras versões para a origem do esporte, porém, a French Rugby Federation conserva o túmulo de Ellis como patrimônio do esporte.
Em 1871 foi criada a Rugby Union em Londres, e, a partir daí, o esporte se espalhou rapidamente pela Europa e depois para as colônias da Inglaterra, Austrália, Nova Zelândia, Canadá e EUA. A maior competição da categoria é a Copa do Mundo de Rugby, realizada de 4 em 4 anos. O rugby é o segundo esporte de equipes mais popular do mundo só perdendo para o futebol de campo. Outro importante torneio de rugby é a Copa das 6 Nações realizada por: País de Gales, Irlanda, Escócia, França, Itália e Inglaterra. Existe ainda a Copa das 3 Nações realizada por: Nova Zelândia, Austrália e África. Além desses campeonatos, são várias as competições entre clubes, formando inúmeras ligas nacionais de rugby profissional, inclusive no Brasil.
A Seleção Brasileira de Rugby é afiliada da IRB (International Rugby Board), e nesse ranking, está entre as 40 melhores seleções do mundo.
Muitas vezes, o Rugby é injustamente chamado de violento, em razão de fortes choques entre seus participantes e lesões originadas desses encontros. Entretanto, o objetivo de um jogador de Rugby jamais será o de machucar o adversário.

### Regras
O rugby é um esporte coletivo (em equipe) praticado com as mãos e com uma bola. É um jogo muito parecido com o Futebol Americano. Uma partida tem duas partes de quarenta minutos. O objetivo é fazer maior número de pontos. Cada time no rugby tem 15 jogadores titulares e 6 reservas. A bola de rugby tem o formato oval e é feita de couro semelhante à bola de futebol. Tem entre 58 e 62cm de comprimento e 28 e 30cm de largura e pesa entre 410 e 460 gramas. O campo é retangular, com comprimento de 144 metros e largura de 70 metros.
Os equipamentos utilizados são:
- Chuteira

- Shoulder pad: colete com partes amaciadas que protegem os ombros, o abdômen, o peitoral, as costas e o bíceps.

- Boqueira: proteção para os dentes.

- Scrum cap: capacete com partes amaciadas para proteger o crânio de impactos de pequena e média força.

## Cabo de Guerra

### Origem e História
O Cabo de Guerra (Tug of War em inglês) não tem um local ou ano específico que comprove de maneira exata a sua origem. Tudo leva a crer que este esporte tenha aparecido através de cerimônias e cultos antigos que eram realizados pelos povos egípcios, há mais ou menos 4.000 anos atrás. Também os gregos tinham cerimônias que imitavam o cabo de guerra, assim como povos da Ásia, América do Norte e América do Sul.
O cabo de guerra, nesta época, tinha várias formas e estilos de provas, diferentemente de hoje, no qual, o esporte é oficial e regulado pela Federação Internacional de Cabo de Guerra (Tug of War International Federation – TWIF), fundada em 1960.
O Cabo de Guerra já foi um esporte olímpico e esteve presente nas Olimpíadas de 1900, em Atenas, na Grécia; 1904, em Paris, na França; 1908, em Londres, na Inglaterra; 1912, em Estocolmo, na Suécia; e 1920, em Antuérpia, na Bélgica.
Apesar de não fazer mais parte das Olimpíadas, o Cabo de Guerra é um esporte reconhecido e participa dos Jogos Mundiais (World Games), que é uma competição organizada pelo COI (Comitê Olímpico Internacional), no qual, participam apenas modalidades esportivas não-olímpicas, mas que são reconhecidos pelo COI.

### Regras
A regra do Cabo de Guerra é bastante simples. Cada equipe é composta com oito participantes cada, do qual, o peso total da equipe define em qual das classes vão competir. As equipes podem ser formadas apenas por homens, mulheres ou então podem ser mistas (4 homens e 4 mulheres).
As competições do Cabo de Guerra podem ser realizadas tanto em locais externos (campos) ou então em locais fechados (ginásios).
Cada competidor é alinhado ao longo de um cabo, que tem aproximadamente 10 centímetros de diâmetro. Bem no centro entre os dois grupos existe uma linha central. A partir desta linha, o cabo é marcado bem no seu centro e também em outros dois pontos distantes com 4 metros a partir de seu centro.
As duas equipes começam a competição com a linha central coincidindo com a marca central do cabo. Dado o comando de início, cada equipe tem o objetivo de puxar o time adversário de modo que ele passe a linha central a partir de sua marca de 4 metros do cabo.